# FK Lwiw-Jantaroczka
FK Lwiw-Jantaroczka (ukr. ФК «Львів-Янтарочка») – ukraiński klub piłki nożnej kobiet, mający siedzibę w mieście Lwów na zachodzie kraju. Jest sekcją piłki nożnej kobiet w klubie FK Lwów. Od sezonu 2018/19 występuje w rozgrywkach ukraińskiej Wyższej ligi.

## Historia
Chronologia nazw:
- 2018: FK Lwiw-Jantaroczka
- 2019: klub rozwiązano

Klub piłkarski FK Lwiw-Jantaroczka został założony we Lwowie 19 lipca 2018 roku. FK Lwów jako pierwszy ukraiński klub z obecnej Premier-Lihi zadecydował mieć kobiecą sekcję piłki nożnej. W tym celu na bazie żeńskiego klubu Jantaroczka z Nowojaworowska (ukr. „Янтарочка” м.Новояворівськ), który został założony w 1970 roku, powstała żeńska drużyna zarządzana przez FK Lwów. W sezonie 2018/19 klub zgłosił się do rozgrywek Wyższej ligi, tak jak w poprzednim sezonie Jantaroczka Nowojaworowsk występowała w Pierwszej lidze. 20 czerwca 2019 FK Lwów ogłosił o rozwiązaniu drużyny kobiet.

## Barwy klubowe, strój, herb, hymn
| Niebieski | Biały |

Klub ma barwy niebiesko-białe. Piłkarki domowe spotkania zazwyczaj grają w niebieskich koszulkach, niebieskich spodenkach oraz niebieskich getrach.
Klub przyjął herb męskiego klubu, który powstał w 2006.

## Sukcesy

### Trofea międzynarodowe
Nie uczestniczył w rozgrywkach europejskich (stan na 31-05-2018).

### Trofea krajowe
| \| \| Zdobyte trofea w rozgrywkach Ukrainy (stan na: 31-05-2018) \| |                                                            |      |          |
| Rozgrywki                                                           | Osiągnięcie                                                | Razy | Sezon(y) |
| Mistrzostwo                                                         | I miejsce                                                  | 0    |          |
| Mistrzostwo                                                         | II miejsce                                                 | 0    |          |
| Mistrzostwo                                                         | III miejsce                                                | 0    |          |
| Mistrzostwo                                                         | ? miejsce                                                  | 1    | 2018/19  |
| Puchar                                                              | zdobywca                                                   | 0    |          |
| Puchar                                                              | finalista                                                  | 0    |          |
| Puchar                                                              | ćwierćfinalista                                            | 1    | 2018/19  |
| II liga                                                             | I miejsce                                                  | 0    |          |
| II liga                                                             | II miejsce                                                 | 0    |          |
| II liga                                                             | III miejsce                                                | 0    |          |
| Ukraina                                                             | Zdobyte trofea w rozgrywkach Ukrainy (stan na: 31-05-2018) |      |          |

## Poszczególne sezony

### Rozgrywki międzynarodowe

#### Europejskie puchary
Nie uczestniczył w rozgrywkach europejskich (stan na 31-05-2018).

### Rozgrywki krajowe
| \| Ukraina \| Bilans występów klubu FK Lwiw-Jantaroczka w rozgrywkach piłkarskich Ukrainy (Stan na 31 maja 2018 r.) \| \| | |        |       |   |   |   |    |    |     |            |        |        |        |
| Poziom | Rozgrywki                                                                                             | Sezony | Mecze | Z | R | P | B+ | B– | Pkt | Lata       | Awanse | Spadki | Naj.   |
| I | Wyszcza liha                                                                                          | 1      |       |   |   |   |    |    |     | od 2018/19 | 0      | 0      | ?      |
| II | Persza liha                                                                                           | 0      |       |   |   |   |    |    |     |            | 0      | 0      |        |
| | Puchar Ukrainy                                                                                        | 1      | 2     | 1 | 0 | 1 | 9  | 1  | 3   | od 2018/19 | 0      | 0      | 1/4 f. |
| Ukraina | Bilans występów klubu FK Lwiw-Jantaroczka w rozgrywkach piłkarskich Ukrainy (Stan na 31 maja 2018 r.) |        |       |   |   |   |    |    |     |            |        |        |        |

## Piłkarki, trenerzy, prezydenci i właściciele klubu

### Obecny skład
Stan na 17.11.2018
| Nr | Poz. | Piłkarz                            |
| -- | ---- | ---------------------------------- |
| 1  | PO   | Aline Veríssimo De Freitas Pereira |
| 2  | BR   | Amanda Carolina De Souza           |
| 3  | PO   | Ariane Negri Pereira               |
| 4  | PO   | Natalija Hałan                     |
| 5  | OB   | Lilija Hołowko                     |
| 6  | OB   | Oksana Hrycenok                    |
| 7  | PO   | Nadija Iwanczenko                  |
| 8  | NA   | Camila Ambrosia Magalhães          |
| 9  | PO   | Ludmyła Kunina                     |
| 10 | OB   | Sołomija Kupjak                    |

| Nr | Poz. | Piłkarz             |
| -- | ---- | ------------------- |
| 11 | PO   | Lidiane de Oliveira |
| 12 | OB   | Romana Łukacz       |
| 13 | NA   | Ołena Manziuk       |
| 14 | PO   | Inha Mostowa        |
| 15 | OB   | Wałerija Olchowska  |
| 16 | OB   | Iryna Ruban         |
| 17 | BR   | Iryna Sławycz       |
| 18 | PO   | Wiktorija Chuda     |
| 19 | PO   | Switłana Jarusz     |

### Trenerzy
| Lp. | Imię i nazwisko | Okres urzędowania | Okres urzędowania |
| --- | --------------- | ----------------- | ----------------- |
| 1.  | Serhij Sapronow | 19.07.2018        | obecnie           |

## Struktura klubu

### Stadion
Klub rozgrywa swoje mecze domowe na stadionie im. Bohdana Markewycza w Winnikach, który może pomieścić 1000 widzów.

### Sponsorzy
| Lata    | Sponsor |
| ------- | ------- |
| od 2018 | Glusco  |

| Lata    | Sponsor |
| ------- | ------- |
| od 2018 | Legea   |